# Mniochloa pulchella
Genre
Espèce
Synonymes
- Digitaria pulchella Griseb.
- Strephium pulchellum (Griseb.) C.Wright

Mniochloa pulchella est une espèce de plantes à fleurs monocotylédones de la famille des Poaceae, sous-famille des Bambusoideae, endémique de Cuba. C'est la seule espèce du genre Mniochloa (genre monotypique).
C'est une espèce monoïque dont l'inflorescence est formée de racèmes distincts, composés soit d'épillets femelles (fertiles), soit d'épillets mâles.